# Euthiscia signata
Euthiscia signata är en insektsart som beskrevs av Van Duzee 1923. Euthiscia signata ingår i släktet Euthiscia och familjen sköldstritar. Inga underarter finns listade i Catalogue of Life.